# Supraśl

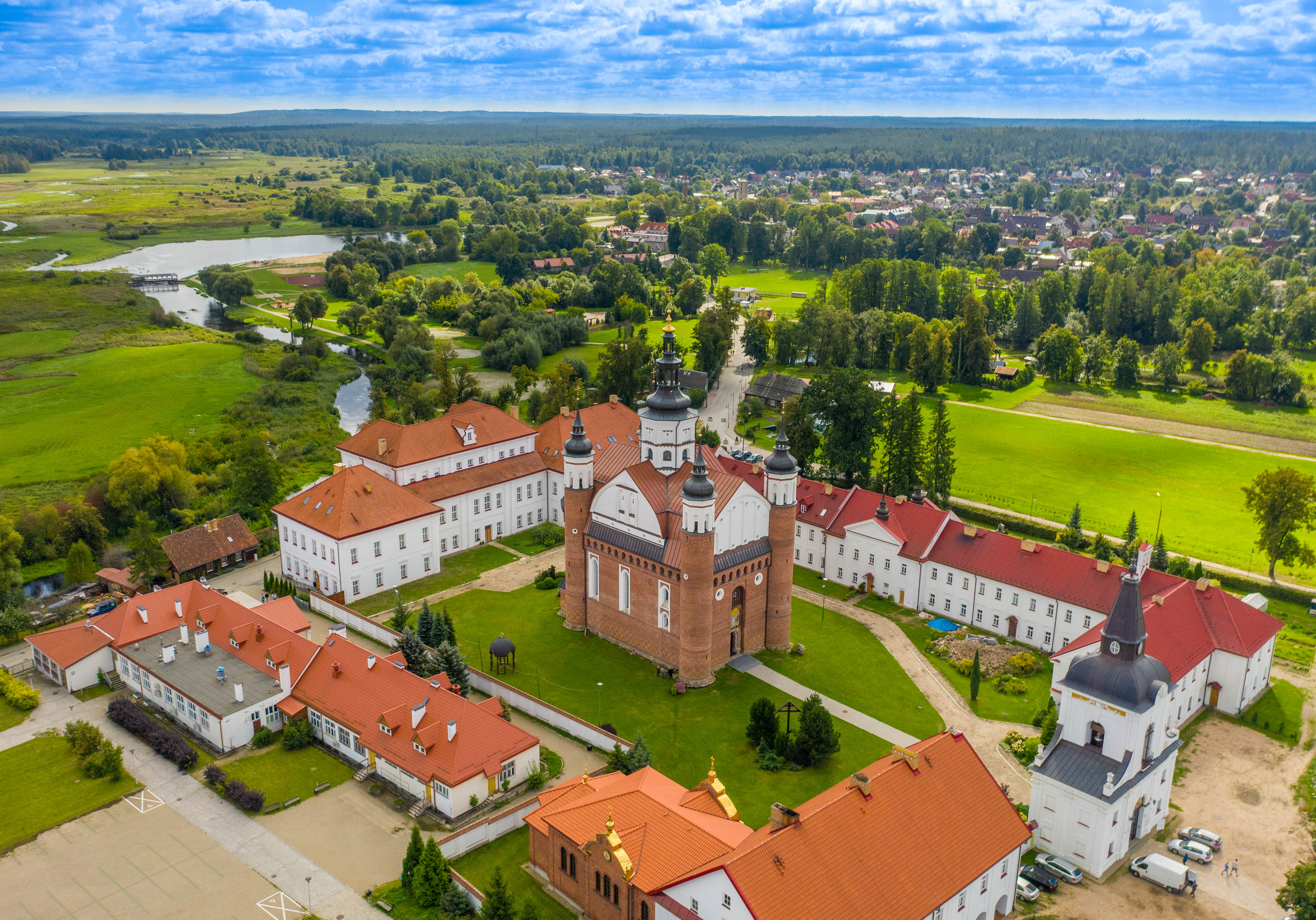
Kloster der Verkündigung der Seligen Jungfrau Maria (auch: Supraśl Lavra)

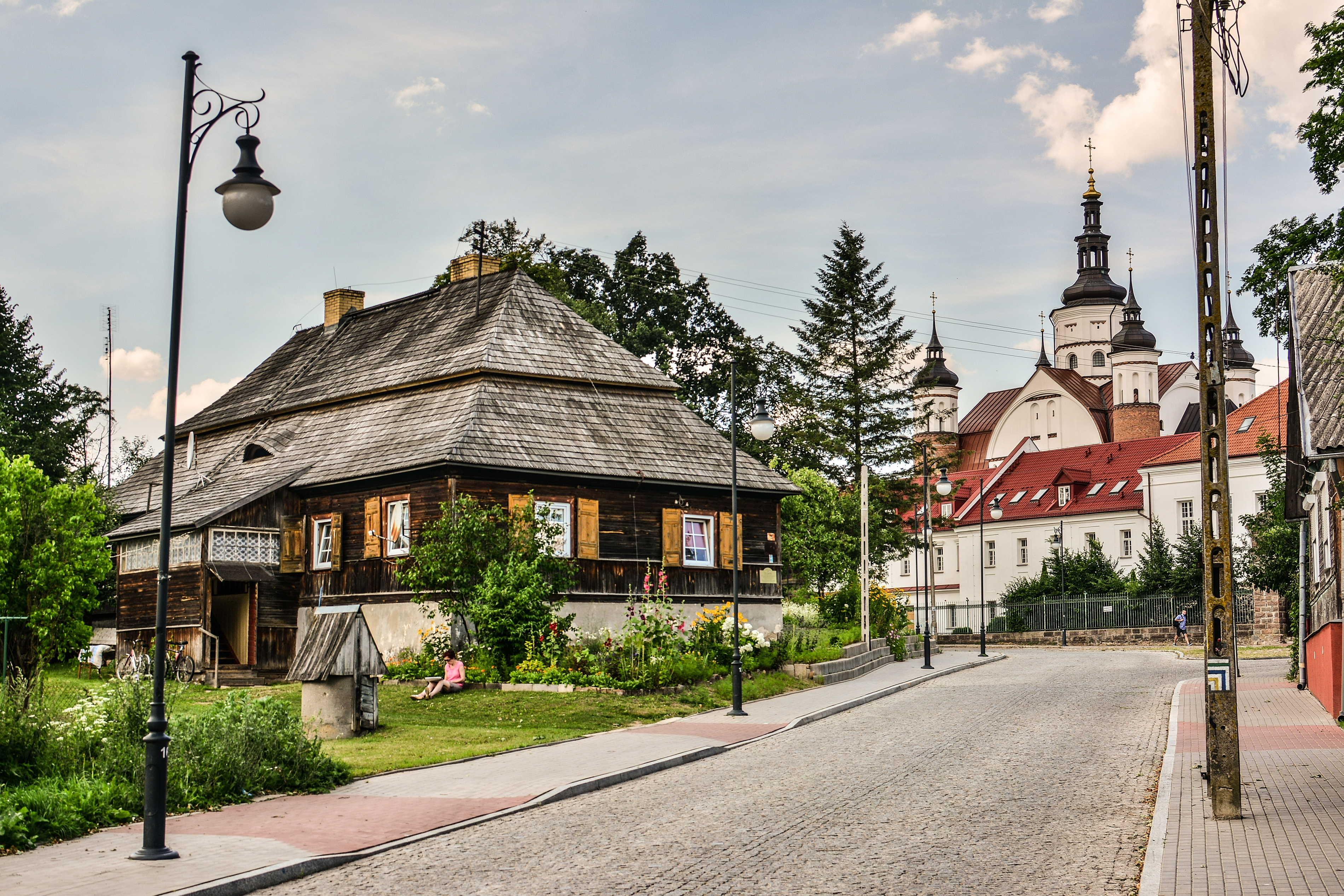
Historisches Wirtshaus

Supraśl ist eine Stadt mit etwa 4700 Einwohnern und Sitz der gleichnamigen Stadt-und-Land-Gemeinde mit etwa 14.800 Einwohnern im Nordosten Polens.

## Geographische Lage
Supraśl befindet sich in der Nähe der belarussischen Grenze – ungefähr 15 Kilometer nordöstlich von Białystok. Sie liegt seit 1999 im Powiat Białostocki in der Woiwodschaft Podlachien und ist Sitz der Gmina Supraśl. Zuvor gehörte Supraśl zur Woiwodschaft Białystok.

## Sehenswürdigkeiten
In Supraśl befindet sich das Kloster Mariä Verkündigung (auch: Supraskaja Lavra), ein orthodoxes Kloster, welches zwischenzeitlich ein Basilianerkloster war und heute eines der insgesamt sechs Männerklöster der Polnisch-Orthodoxen Kirche ist. Der Klosterhof wird von barocken Gebäuden des 17. und 18. Jahrhunderts umrahmt, dessen Mittelpunkt bildet die Klosterkirche Cerkiew Zwiastowania Najświętszej Marii Panny (Kirche der Verkündigung der Allerheiligsten Jungfrau Maria). Sie wurde im 16. Jahrhundert im Stil der Renaissance erbaut, im Zweiten Weltkrieg gänzlich zerstört, von 1998 bis 2004 originalgetreu wiederaufgebaut und gilt als eine der schönsten orthodoxen Kirchen Polens.
Heute befindet sich im einstigen Palast des Archimandriten ein Museum, das eine der bedeutendsten Ikonensammlungen Polens beherbergt. Für das dort befindliche, bedeutende Homiliar Codex Suprasliensis, eines der ältesten seiner Art weltweit und eine der ältesten slawischen Schriften Polens wurde Supraskaja Lavra namensgebend. Seit dem 20. September 2007 gehört diese Schrift zum Weltdokumentenerbe der UNESCO.
Obwohl das Original des Buches Irmologion Supraski als bibliophile Sehenswürdigkeit nicht in Supraśl, sondern in Kiew ist, sei hier erwähnt: In der orthodoxen Welt ist Supraskaja Lavra zusätzlich berühmt wegen dieses dort von dem weltlichen, für Lohn singenden Chorsänger Bogdan Onisimowicz verfassten und zwischen 1598 und 1601 entstandenen, etwa 700 Seiten umfassenden liturgischen Buches, welches Gesänge aus Konstantinopel, vom Heiligen Berg Athos, sowie aus dem Kiewer Höhlenkloster vereint und ein absolutes Unikum in der Geschichte des slawischen orthodoxen Kirchengesanges ist. Das Irmologion Supraski wurde 1970 in der Handschriftensammlung der Bibliothek der Akademie der Wissenschaften der Ukraine in Kiew wiederentdeckt und gilt heute als eine der bedeutendsten Notenhandschriften der Welt.
In Supraśl gibt es eine ehemalige evangelische Kirche mit einem Friedhof sowie das Palais der Fabrikantenfamilie Buchholtz, das 1903 im Stil der Neorenaissance umgebaut wurde.
Beim etwa 4000 Jahre alten Grabhügel von Supraśl wurden 2014 mittels archäologischer Grabungen bedeutende Funde aus dem Endneolithikum zu Tage gefördert.

## Partnergemeinden
Supraśl ist seit 1998 mit der Gemeinde Großenkneten in Niedersachsen verpartnert.

## Söhne und Töchter der Stadt
- Romuald Muklewitsch (1890–1938), sowjetischer Militär und von 1926 bis 1931 Oberkommandierender der sowjetischen Seekriegsflotte
- Waldemar Dege (1934–1999), Mathematiker, literarischer Übersetzer und Lyriker in der DDR